# Amparo Muñoz
Amparo Muñoz Quesada (n. 21 iunie 1954, Vélez-Málaga, Spania – d. 27 februarie 2011, Málaga) a fost o actriță și fotomodel spaniol. Ea a fost aleasă în 1973 Miss Spania iar în 1974 Miss Universe. Ca actriță ea a jucat în nenumărate filme.

## Filmografie
- 2006 - El cas de la núvia dividida (TV), en el papel de 'Sra. Hardisson', guion de Joan Marimón Padrosa.
- 2000 - Un paraíso bajo las estrellas, en el papel de 'Olivia'.
- 1999 - Tierra de cañones, en el papel de 'La Cantero'
- 1997 - Elles, en el papel de 'María'.
- 1996 - Familia, en el papel de 'Carmen', dirigida por Fernando León de Aranoa
- 1996 - Fotos, en el papel de 'Rosa'.
- 1996 - Licántropo: El asesino de la luna llena, en el papel de 'Dra. Mina Westenra'.
- 1993 - La intrusa (TV), en el papel de 'Gracia'.
- 1989 - La luna negra, en el papel de 'Lilit'.
- 1989 - Brigada central (La dama de las camelias), en el papel de 'Marisa'.
- 1988 - Al acecho.
- 1987 - Vida privada (TV, episodios 1.4, 1.3, 1.2 y 1.1), en el papel de 'Concha Pujol'
- 1987 - En penumbra, en el papel de 'Helena'
- 1987 - Los invitados, en el papel de 'La catalana'
- 1987 - Las dos orillas
- 1986 - Delirios de amor
- 1986 - Lulú de noche, en el papel de 'Nina', dirigida por Emilio Martínez Lázaro
- 1985 - La reina del mate, en el papel de 'Cristina'
- 1984 - El balcón abierto, en el papel de 'La mujer'
- 1983 - Sonatas (TV, episodios Sonata de estío II y Sonata de estío, 1982), en el papel de 'Niña Chole'
- 1983 - Las pícaras (TV, 'La garduña de Sevilla'), dirigida por Alonso de Castillo Solórzano
- 1983 - Sexo vs. sexo
- 1983 - Se me sale cuando me río
- 1983 - Todo un hombre, en el papel de 'Laura Monteros'
- 1982 - El gran mogollón
- 1982 - Hablamos esta noche
- 1982 - Sonata de estío (TV), en el papel de 'Niña Chole'
- 1982 - Si las mujeres mandaran (o mandasen), en el papel de 'Agustina'
- 1981 - Trágala, perro, en el papel de 'Sor Patrocinio'.
- 1981 - Las siete cucas, en el papel de 'Cresencia'.
- 1981 - Como México no hay dos.
- 1981 - La mujer del ministro, en el papel de 'Teresa'.
- 1981 - El gran triunfo.
- 1980 - Mírame con ojos pornográficos, en el papel de 'Magdalena'.
- 1980 - Dedicatoria, en el papel de 'Clara'.
- 1979 - El tahúr.
- 1979 - Mamá cumple cien años, en el papel de 'Natalia', dirigida por Carlos Saura, guion de Saura y Rafael Azcona.
- 1979 - El anillo matrimonial, en el papel de 'Alba'.
- 1979 - Presto agitato.
- 1977 - Acto de posesión.
- 1977 - Del amor y de la muerte.
- 1976 - Mauricio, mon amour, en el papel de 'Doctora Verónica Anglada'.
- 1976 - Volvoreta, en el papel de 'Volvoreta', dirigida por José Antonio Nieves Conde
- 1976 - Las aventuras del Hada Rebeca (TV)
- 1976 - La otra alcoba, en el papel de 'Diana'
- 1975 - Clara es el precio, en el papel de 'Clara Valverde'
- 1975 - Sensualidad, en el papel de 'Ana'
- 1974 - Tocata y fuga de Lolita, en el papel de 'Lolita Villar', dirigida por Antonio Drove, escrita por José Luis Dibildos y Antonio Drove.
- 1974 - Vida conyugal sana, en el papel de 'modelo publicitaria', como 'Amparo Muñoz', Miss España', dirigida por Roberto Bodegas.
- 1973 - El diablo en persona
- 1968 - Hora once (TV, El inocente)